# Sando
Sando is een gemeente in de Spaanse provincie Salamanca in de regio Castilië en León met een oppervlakte van 60,58 km². Sando telt 132 inwoners (1 januari 2016).

## Demografische ontwikkeling
Bron: INE, 1857-2011: volkstellingen
Opm.: In 1857 werd de gemeente Cabeza de Diego Gómez aangehecht